# Patogen

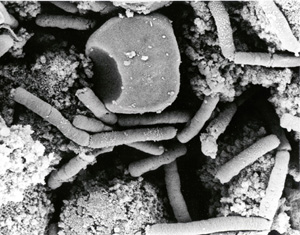
Patogenní bakterie anthraxu

Patogen (též etiologické agens, patogenní agens, choroboplodný zárodek nebo původce nemoci) je biologický faktor (činitel), který může zapříčinit onemocnění hostitele. Charakteristikou patogenů je infekčnost (schopnost patogenu způsobit onemocnění), morbidita (poměr nemocných vůči zdravým), nakažlivost určenou reprodukčním číslem (R0, určuje kolik dalších jedinců jeden nemocný nakazí), inkubační doba (doba od nákazy do vzniku příznaků onemocnění), virulence (dopad na zdraví nakaženého) a smrtnost (podíl zemřelých z celkově nakažených).
Pojem „patogen“ se často používá ve zúženém významu ve smyslu organismu, který může narušit normální fyziologické procesy mnohobuněčného organismu. V plném významu patogen představuje veškeré biologické faktory infikující jakoukoliv součást biologické říše. Za patogen považujeme všechny chorobné činitele včetně virů a viroidů, které nemůžeme označit za pravé organismy.

## Typy patogenů
- živočichové: mezi ně patří někteří původci parazitárních onemocnění člověka, jako cizopasní červi nebo členovci; většina z nich má složitý vývoj a nepřenáší se přímo z člověka na člověka;
- prvoci: někteří jsou původci parazitárních onemocnění člověka, jako např. malárie, leishmanióza, trypanozomiáza nebo amébová dyzentérie; většina těchto agens má extrahumánní vývojová stadia, která jsou přenášena členovci;
- houby: z nich hlavně příslušníci skupiny „Fungi imperfecti“ mohou způsobovat povrchová onemocnění kůže, vlasů, nehtů (dermatomykóza) nebo hluboká systémová onemocnění (histoplazmóza, blastomykóza);
- bakterie: (včetně rickettsií, chlamydií a mykoplazmat) jsou původci širokého spektra infekčních onemocnění;
- viry: (včetně neúplných virových částic) jsou nejmenšími infekčními agens, obligatorními parazity množícími se v živých buňkách a původci celé řady závažných onemocnění; spolu s bakteriemi jsou v mírných zeměpisných šířkách nejčastějšími původci infekčních chorob;
- priony: infekční proteiny (přenosné bílkovinné částice) vyvolávající tzv. pomalé infekce, např. kuru, Creutzfeldtovu–Jakobovu nemoc a podobné perzistentní infekce u zvířat.